# Suzanne Collette-Kahn
Suzanne Collette-Kahn, née Collette à Lille le 8 décembre 1884, est une militante socialiste, vice-présidente du comité central de la Ligue des droits de l'homme (1931-1953), morte à Paris le 8 août 1975.

## Biographie
Les parents de Suzanne Collette sont Henri Désiré Joseph Collette, boucher, et Mathilde Juliette Guelton. Disciple de Victor Basch et professeure agrégée d’allemand, Suzanne Collette enseigne dans divers lycées de province avant de poursuivre l'essentiel de sa carrière à Paris à partir des années 1910.
Elle épouse Émile Kahn, secrétaire général puis vice-président de la Ligue des droits de l’Homme (président après 1946), le 23 décembre 1937 à Paris VIe.

## Militantisme

### Syndicalisme enseignant
Membre de la Fédération générale de l’enseignement affiliée à la CGT, Suzanne Collette est secrétaire adjointe du Syndicat national des professeurs de lycée et du personnel de l’enseignement secondaire féminin. Elle mène une campagne active en faveur de l’éducation laïque. Elle est vice-présidente de la Société des agrégées en 1936,.

### Ligue des droits de l'Homme
Suzanne Collette rejoint la Ligue des droits de l’Homme (LDH) en 1920 et contribue aux Cahiers des droits de l’homme, à partir de 1923. Elle est secrétaire adjointe de la section de Reims et vice-présidente de la fédération de la Marne avant sa nomination au comité central en 1931. Avec Odette Bloch, elle est la seule femme du comité central, exigeant que la Ligue éclaircisse sa position sur le droit de vote des femmes. Elle devient vice-présidente de la Ligue. Durant la Guerre d’Espagne, elle est secrétaire du Comité d’accueil aux enfants espagnols. Dans le même temps, elle est déléguée de la Ligue au Centre féminin d’initiative pour la défense de la Paix. Surtout, elle se consacre à la défense du droit des femmes,.

### Socialisme
Suzanne Collette est une active militante socialiste à partir de 1924, ayant adhéré à la fédération de la Marne, puis de la fédération de la Seine en 1925. Avec Suzanne Buisson et Marthe Louis-Lévy, elle participe à l'élaboration du statut du premier Comité national des femmes socialistes de la SFIO,,.
Lors de la Conférence nationale des femmes socialistes des 16-17 avril 1933, Suzanne Collette présente un rapport sur Les femmes et le droit au travail.
Durant la Seconde Guerre mondiale, Suzanne Collette-Khan et son époux se réfugient dans le Sud. Selon l'historien Raymond Huard, l'écrivaine Jeanne Galzy aurait participé à protéger les archives de la Ligue des droits de l'homme.
Après la Libération, Suzanne Collette-Kahn redevient vice-présidente de la XVIe section de la Ligue, puis est élue vice-présidente au comité central en 1953 et joue un rôle actif à la Fédération internationale des droits de l’homme dont elle est secrétaire générale.

### Le vote des femmes
Avec Andrée Marty-Capgras, Suzanne Collette-Kahn est appelée par le secrétariat général de la SFIO à reconstituer la commission féminine nationale du parti. En 1945, elle publie une brochure, Femme, tu vas voter ! Comment !

### La guerre d'Algérie
Avec son époux, Suzanne Collette-Kahn prend position contre la politique algérienne de Guy Mollet et de Robert Lacoste. Active correspondante du Comité socialiste d’études et d’action pour la paix en Algérie en 1957, elle participe à la fondation du Parti socialiste autonome (PSA) et ensuite du Parti socialiste unifié (PSU). Elle est membre de la commission des problèmes internationaux du PSU en 1960.